# Port Erin
Port Erin (manx Purt Chiarn) – miasto na południowo-zachodnim wybrzeżu wyspy Man; 3 500 mieszkańców (2006).